# Echter Speik
Der Echte Speik (Valeriana celtica) ist eine Pflanzenart aus der Gattung der Baldriane (Valeriana) in der Unterfamilie der Baldriangewächse (Valerianoideae).
Der Name Speik geht auf die alte Benennung dieser Pflanzenart, „spica celtica“ (lateinisch spica = Ähre, celtica = keltisch), genannt auch nardus, nardum celticum und Saliunca, zurück.
Es gibt auch weitere Pflanzenarten, die als Speik bezeichnet werden.

## Beschreibung

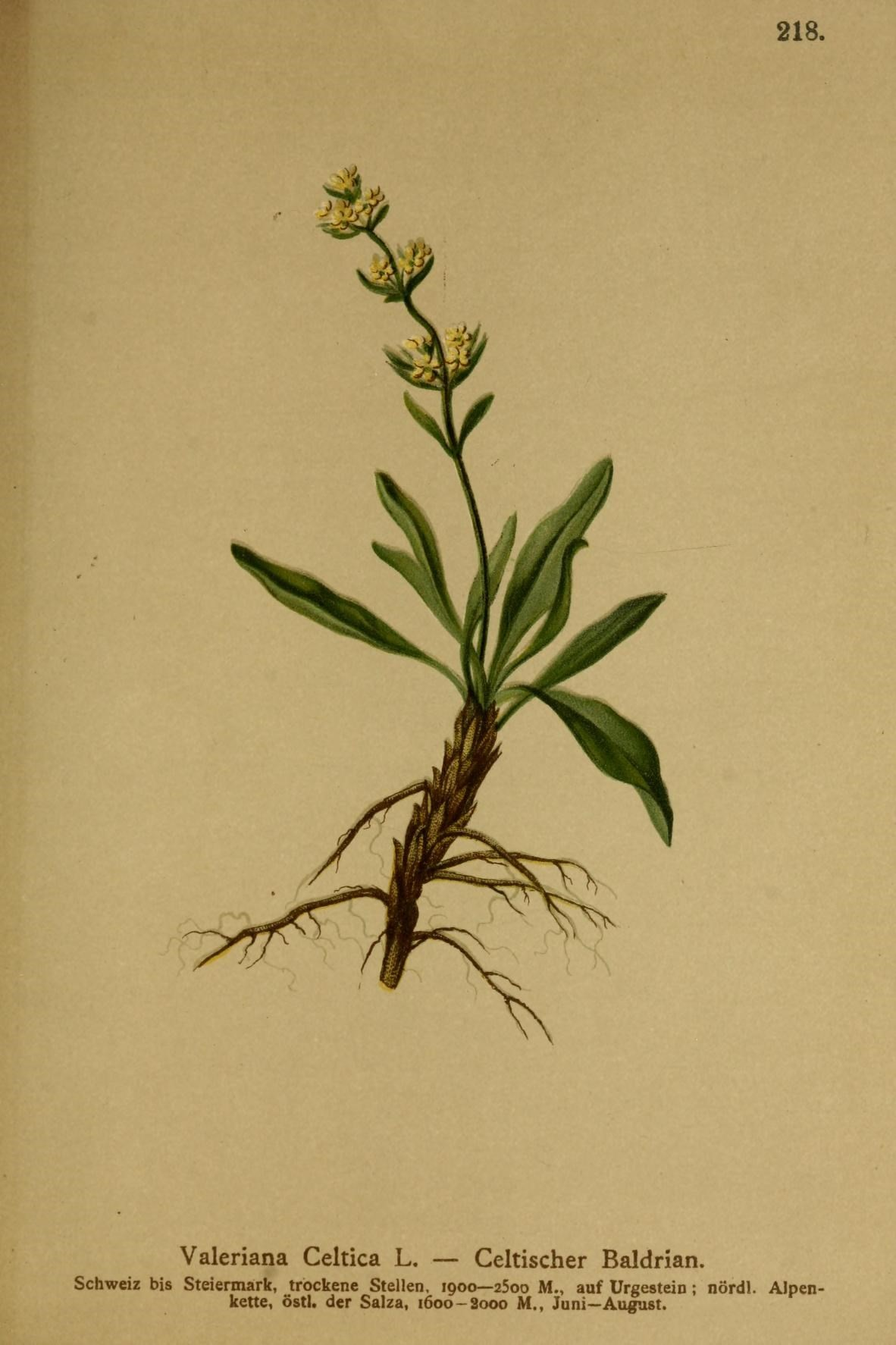
Illustration V. celtica aus Atlas der Alpenflora, 1882

### Vegetative Merkmale
Der Echte Speik ist eine mehrjährige, krautige Pflanze, die Wuchshöhen von 5 bis 15 Zentimetern erreicht und einen intensiven Baldriangeruch verbreitet.
Am kahlen, aufrechten Stängel befinden sich ein bis zwei Blattpaare, die dunkelgrün glänzend sind. Die ganzrandigen Grundblätter sind schmal lanzettlich, dreinervig, 1 bis 8 Millimeter breit und in den Stiel verschmälert. Die Stängelblätter sind kleiner und fast linealisch.

### Generative Merkmale
Die Blütezeit reicht von Juni bis August. Die Blüten stehen in 2 bis 6 wenigblütigen Blütenquirlen zusammen, die insgesamt einen walzenförmigen traubigen Gesamtblütenstand bilden.
Die unteren Quirle sind oft gestielt. Die Blüten sind zwittrig. Die Blütenkrone ist 1 bis 3 Millimeter lang und ist am Grund gelblich und an den Zipfeln trübrot. Die zwittrigen und männlichen Blüten sind 2 bis 3 Millimeter lang, die weiblichen 1 Millimeter. Die Früchte sind 2 bis 3 Millimeter lang mit 4 bis 6 Millimeter langen Pappusborsten.
Die Chromosomenzahl beträgt 2n = 48.

## Vorkommen und Unterarten
Der Echte Speik kommt in Frankreich, in der Schweiz, in Italien und in Österreich vor.
Die Flora alpina (Aeschimann 2004) nennt zwei Unterarten:
- Valeriana celtica L. subsp. celtica (Keltischer Baldrian oder Echter Speik), ein Endemit der grajischen und penninischen Alpen. Er kommt vor in Frankreich, in der Schweiz und in Italien.[7]
- Valeriana celtica subsp. norica Vierh. (Norischer Baldrian oder Norischer Speik), der ausschließlich in den Ostalpen Österreichs[7] auf kalkfreien Böden in Höhenlagen von 1800 bis 3300 Metern wächst.

Die ökologischen Zeigerwerte nach Landolt et al. (2010) sind in der Schweiz: Feuchtezahl F = 2 (mäßig trocken), Lichtzahl L = 4 (hell), Reaktionszahl R = 2 (sauer), Temperaturzahl T = 1 (alpin und nival), Nährstoffzahl N = 2 (nährstoffarm), Kontinentalitätszahl K = 3 (subozeanisch bis subkontinental).

## Verwendung und Kulturelles
Die Wurzeln dieser Art enthalten besonders viel an ätherischem Baldrianöl. Die heute geschützte Pflanze wurde früher massenhaft ausgegraben und vor allem in den Orient exportiert. Heute ist dies besonders lizenzierten Bergbauern vorbehalten. Es existiert ein eigenes Grabwerkzeug dafür, das sogenannte Speikkramperl.
Die Speikböden – Alpenwiesen, auf denen die Pflanze zahlreich auftrat – wurden regelrecht bewirtschaftet, wobei man auf eine ausgiebige Nutzung jahrelange Schonzeiten folgen ließ, damit der Bestand sich wieder erholen konnte. Speikgräber war ein eigenes Gewerbe. Das Recht zu graben war oft dem Landesherrn vorbehalten. Die Wurzeln wurden auf besonderen Trockenböden gelagert, das Einsperren darin (Speiksitzen) galt als empfindliche Strafe für bestimmte Vergehen, wobei man den Übeltäter noch lange Zeit später am Geruch erkannte.
Bekannt ist die Verwendung des Echten Speik zur Produktion der Speikseife. Er wurde und wird auch als Räucherwerk, zum Würzen von Wein und Salben sowie zum Vertreiben von Motten verwendet.